# Manseren Manggundi
Manseren Manggundi is een naam van Manarmakeri, de mythische held van Biak, in de Geelvinkbaai, een onderdeel van de Indonesische provincie Papoea. De naam betekent Machtige heer. Manarmakeri, de schurftige, baadde zich op bevel van de Morgenster in het vuur van een in brand gestoken ijzerhoutboom. Zijn lichaam werd jong en vitaal. Daarna reisde hij door de Geelvinkbaai om de leer van Koreri, eeuwig leven in een paradijselijke staat, te verspreiden. Teleurgesteld, omdat niemand naar hem wilde luisteren, verdween hij met het geheim van koreri in westelijke richting.